# Tarenna thorelii
Tarenna thorelii är en måreväxtart som beskrevs av Charles-Joseph Marie Pitard. Tarenna thorelii ingår i släktet Tarenna och familjen måreväxter.
Artens utbredningsområde är Vietnam. Inga underarter finns listade i Catalogue of Life.